# Syrischer Antentempel

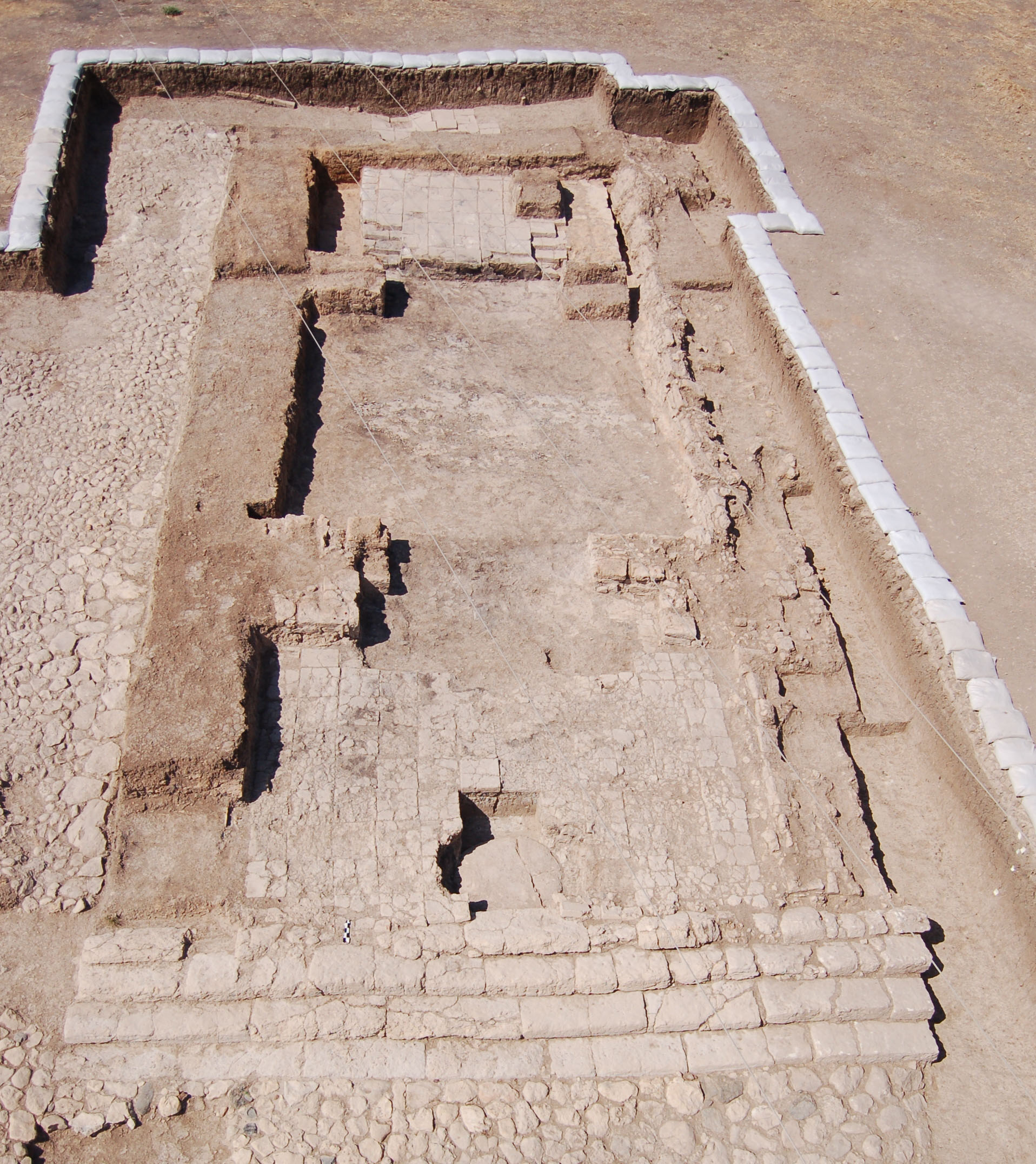
Eisenzeitlicher Antentempel in Tell Tayinat

Die Bauform des syrischen Antentempels war sehr beliebt im 3. bis 1. Jahrtausend v. Chr. (frühe Bronzezeit bis zur späten Eisenzeit) vor allem im Bereich von Nordmesopotamien und Syrien. Es gibt aber auch Tempel ähnlichen Stils in der südlichen Levante z. B. der Salomonische Tempel in Jerusalem. Der Antentempel von Tell Chuera ist der älteste. Der P2 Tempel in Ebla, der Löwentempel in Mari und der Tempel 1 in Tell Bazi sind die größten Antentempel.

## Architektur
Der Antentempel entwickelte sich in der Frühbronzezeit und ist die häufigste Bauform im 2. Jt. (Mittelbronzezeit und Spätbronzezeit). Die Weiterentwicklung der Tempel verhält sich konservativ, was bedeutet, dass es so scheint als habe sich vom Ende des 3. Jt. bis zum Anfang des 1. Jt. v. Chr. kaum etwas an der Bauform verändert. Laut Adelheid Otto ist diese Langlebigkeit auf Kulturkontinuität, Nutzung der Gebäude und die Stabilität der Mauern zurückzuführen.

Grundriss eines Antentempels

Der Tempel besteht nach Peter Werner aus einem freistehenden „einschiffigen“ Bau mit einer rechteckigen Zella, welche teils bis zu dreimal unterteilt sein kann. Der Begriff des Antentempels kommt daher, dass die zwei Langseiten auf der Seite des Einganges, über die Kurzseiten hervorgezogen sind, das bildet die so genannten Anten. Der Raum zwischen den Anten ist überdacht, wodurch eine Art offener Vorraum entsteht. Dieser Vorraum kann bei jüngeren Tempeln auch noch zwei Säulen beinhalten. Der Eingang zur Zella befindet sich im Vorraum auf der Seite axial gegenüber dem Allerheiligsten. Das Tempelgebäude befand sich häufig auf einer Erhöhung und wurde über einige Treppen Stufen erreicht, um seine die fehlende Größe zu kompensieren. Außerdem befand sich der Tempel häufig am Rand einer Siedlung oder an Geländeeinschnitten. Umgeben war das Gebäude von einem Temenos mit einem Eingang, im Temenos befanden sich noch andere Gebäude, wobei der Tempel die umliegenden Gebäude überragte. Die Länge der Tempel variierte zwischen 14,40 m und 27,60 m während die Breite zwischen 6,50 m und 22 m betrug. Die Haupträume der Tempel hatten 9–20 m Länge und 5–12 m Breite. Antentempel scheinen höher gebaut worden zu sein als Wohnhäuser, weswegen die Mauerstärke auch 2–3 m statt 1 m betrug. Im Gegensatz zu der Höhe waren die Innenräume nicht größer als die Haupträume von Wohnhäusern.

## Nutzung
Der Antentempel hatte die Funktion des Allerheiligsten, hier fanden nach Adelheid Otto Rituale vor Götterbildern statt, allerdings kam es dort auch zu Versammlungen. Der Temenos, welcher dem Tempel als zugehörig betrachtet werden kann, hatte auch wichtige Funktionen. Aufgrund der geringen Größe des eigentlichen Tempelgebäudes befanden sich innerhalb des Temenos auch noch andere Gebäude, welche als Wohnraum von Tempelpersonal, Magazin- oder Wirtschaftsräume fungieren konnten. Auf der Außenfläche des Temenos fanden Versammlungen, Festmahle und Tieropferungen statt. Größere Versammlungen müssen allerdings in Ermangelung an Platz außerhalb des Tempelbezirks stattgefunden haben.

## Beispiele für syrische Antentempel
Antentempel befinden sich u. a. in Ebla, Emar, Qara Quzak, Mari, Tell Bazi, Tuttul, Tell Chuera, Tell Halawa, Tall Munbāqa, Tell Fray, Tell Ain Dara, Karkemiš und Tell Tayinat. Außerdem soll der Salomonische Tempel in Jerusalem die Grundform eines syrischen Antentempels haben.